# Þjóðfell
Þjóðfell är ett berg i republiken Island. Det ligger i regionen Austurland, 300 km öster om huvudstaden Reykjavík. Toppen på Þjóðfell är 1 033 meter över havet.
Þjóðfell är den högsta punkten i trakten. Trakten runt Þjóðfell är nära nog obefolkad, med mindre än två invånare per kvadratkilometer. Det finns inga samhällen i närheten. Trakten runt Þjóðfell består i huvudsak av gräsmarker.